# 나탄 셰데르블롬

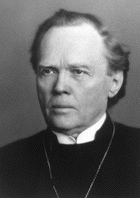
나탄 셰데르블롬

라르스 올로프 요나탄 셰데르블롬(Lars Olof Jonathan Söderblom, 1866년 1월 15일 ~ 1931년 7월 12일) 또는 나탄 셰데르블롬(Nathan Söderblom)은 스웨덴의 기독교 성직자이자 웁살라 대주교로, 1930년 노벨 평화상을 수상했다. 루터교에서 정한 그의 축일은 7월 12일이다.
예블레보리주의 농가에서 태어났는데 그의 아버지는 사제였으며 독실한 기독교 신자였지만 개인적인 행복을 더 추구했다고 한다. 1883년 웁살라 대학교에 입학했지만 자신이 배우고 싶은 과목이 없어서 아버지를 따르기로 결심한다. 미국으로 귀국한 이후 1893년 사제 서품을 받았으며 1892년부터 1893년까지 웁살라 대학교 생도회 초대 부회장과 회장을 맡았다.
1912년 라이프치히 대학교 종교학과 교수로 임명되었지만 1914년 대주교로 임명되자 사임했다. 1920년대 기독교계에서 일어난 "생활과 일" 운동을 지도하였으며 그로 인해 에큐메니컬 운동의 선구자로 여겨진다.

## 같이 보기
- 세계 교회 협의회